# Международный аэропорт округа Кинг

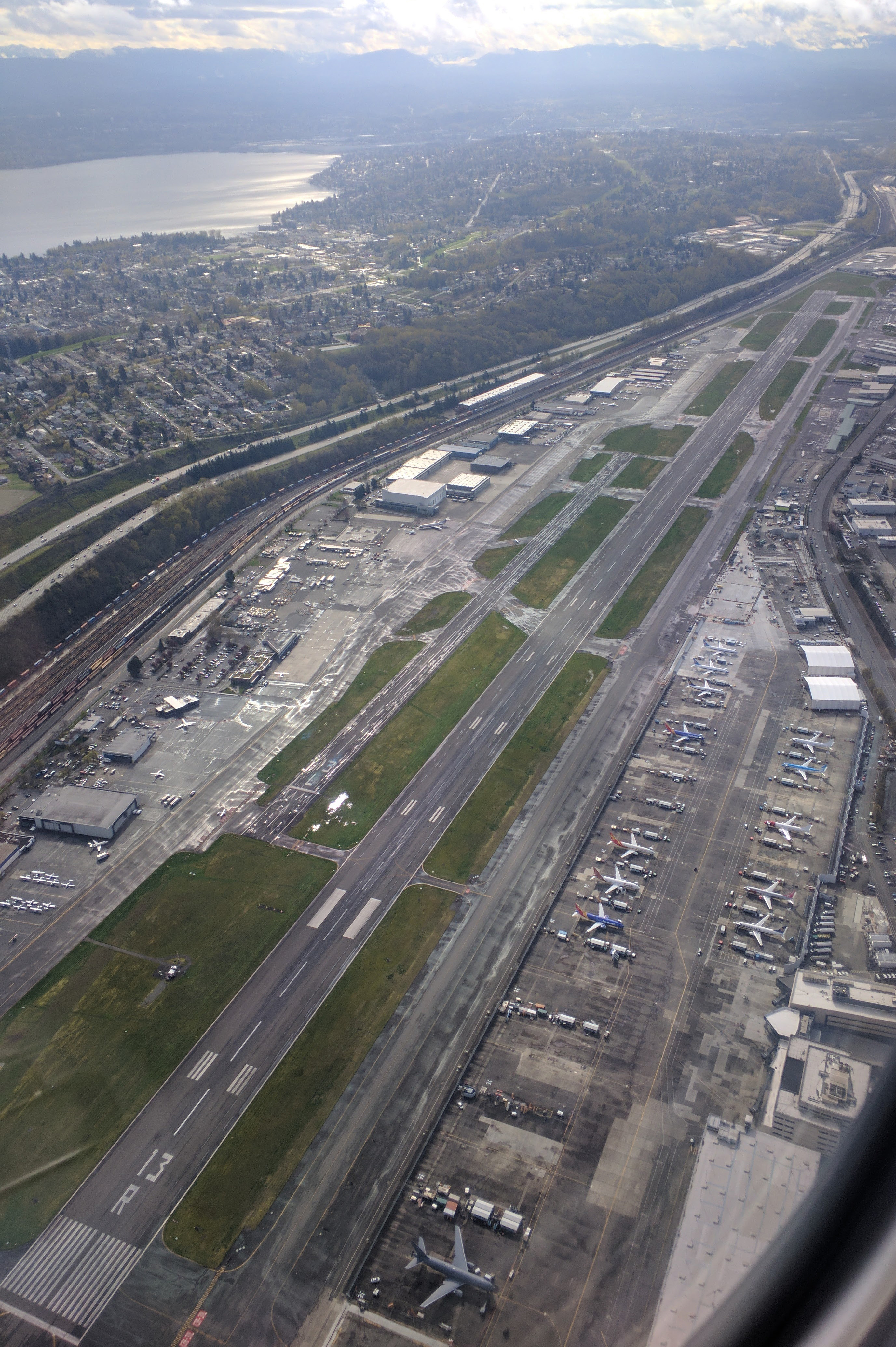
Аэропорт Боинг-филд, вид с воздуха с северо-запада

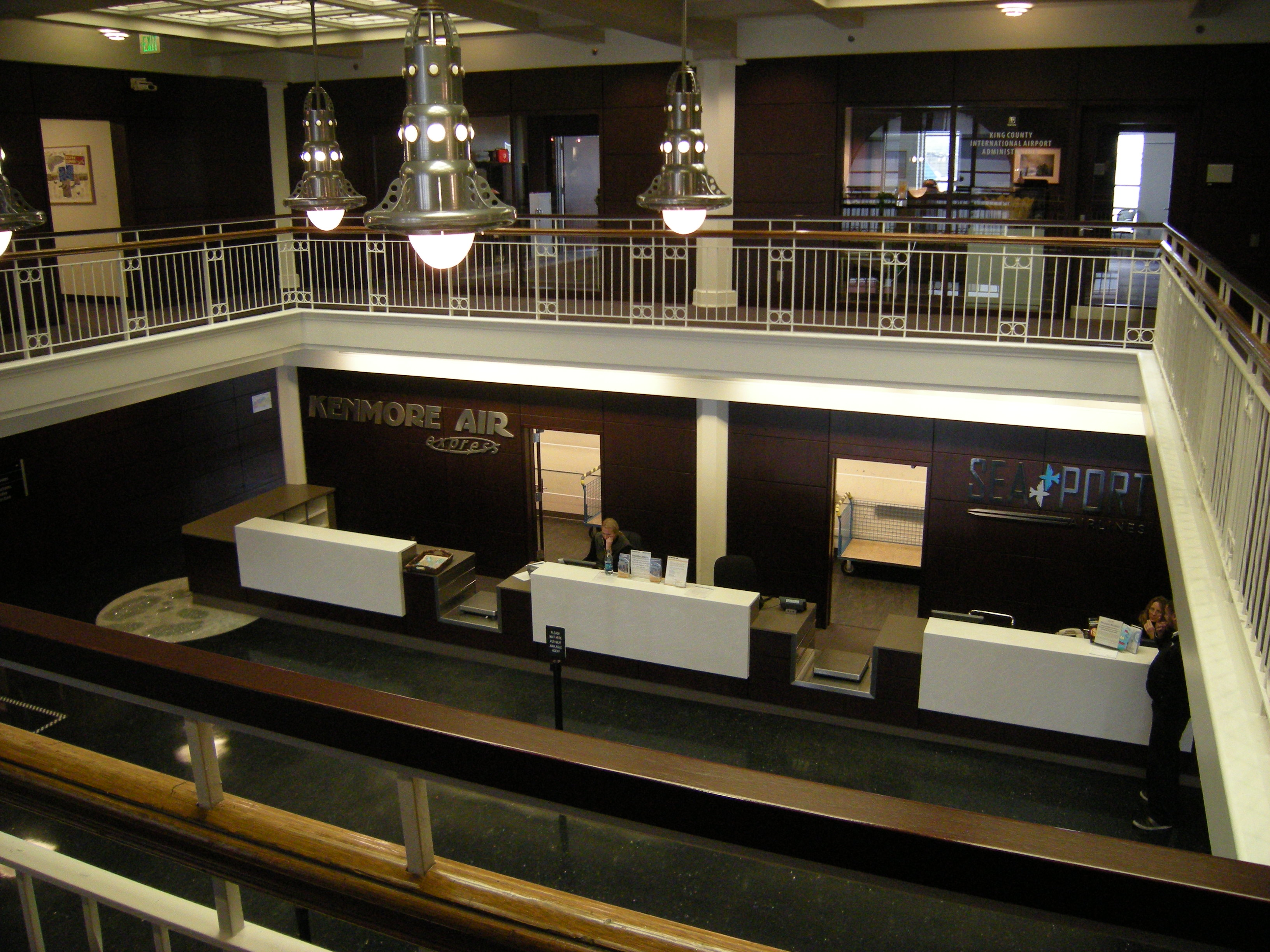
Интерьер терминала аэропорта Боинг-филд, где расположены стойки регистрации авиакомпаний Kenmore Air и SeaPort Airlines, до того как последняя прекратила рейсы в этот аэропорт в 2012 году.

Боинг-филд (англ. Boeing Field), официально Международный аэропорт округа Кинг (англ. King County International Airport) (ИАТА: BFI, ИКАО: KBFI, FAA LID: BFI) — гражданский международный аэропорт, принадлежащий округу Кинг и управляемый им, в пяти милях к югу от центра города Сиэтл, штат Вашингтон. Иногда аэропорт сокращённо называют KCIA, но это не является идентификатором аэропорта. Аэропорт имеет регулярное пассажирское сообщение, осуществляемое маршрутным авиаперевозчиком Kenmore Air. Он также является хабом для авиакомпании UPS Airlines. Аэропорт также используется другими грузовыми авиалиниями и самолётами авиации общего назначения. Аэродром назван в честь Уильяма Эдуарда Боинга, основателя компании Boeing. Он был построен в 1928 году и служил основным аэропортом города до открытия Международного аэропорта Сиэтл/Такома в 1944 году. Основная часть аэропорта находится в Сиэтле к югу от Джорджтауна, а его южная оконечность простирается до Таквилы. Площадь аэропорта составляет 634 акра.

## История
История авиации в Сиэтле начинается с 1910 года, когда на гоночной трассе Мидоуз, на месте современного Музея авиации, Чарльз Гамильтон устроил авиационное шоу. Гамильтон выполнял трюки в пикировании и устроил гонку между самолётом и автомобилем. После аварии и посадки в пруд в центре трассы, он продолжил полёты на следующий день после ремонта.
В 1911 году был представлен план развития Сиэтла, предусматривающий преобразование долины Дувамиш в индустриальный район. Уильям Боинг приобрёл судостроительный завод на западной стороне реки Дувамиш и основал компанию Pacific Aero Products, которая впоследствии стала компанией Boeing Airplane Company. Во время Первой мировой войны завод выпустил 50 учебных самолётов Boeing Model 2, которые тестировались на песчаном поле на западной стороне реки Дувамиш. Данное песчаное поле позднее стало площадкой для аэропорта округа Кинг.
В 1928 году избиратели округа Кинг проголосовали за план строительства первого муниципального аэропорта региона за 950 000 долларов. Удобное местоположение аэропорта возле Boeing Airplane Company и его использование регулярной авиапочтовой службой Pacific Air Transport послужили причиной выбора названия «Боинг-филд». Строительство взлётно-посадочной полосы началось 28 марта 1928 года, для чего использовали материал из русла реки Дувамиш, а сама территория аэропорта на тот момент обслуживалась тремя железнодорожными ветками и автомагистралью номер 99.
Вскоре после открытия аэропорта началось строительство первых принадлежащих округу ангаров. 21 апреля 1930 года было официально открыто здание администрации и терминала. В 1930-х годах аэропорт Боинг-филд был единственным пассажирским терминалом в Сиэтле. Он обслуживал пассажиров, предоставлял информацию о прибытии и отправке рейсов, а также метеоданные для авиакомпаний. Компании West Coast Air Transport и Pacific Air Transport осуществляли регулярные рейсы в Портленд и Сан-Франциско. Позже они объединились и образовали United Airlines, первую авиакомпанию, предложившую 28-часовое путешествие от побережья к побережью и первую службу бортпроводников, состоящую из квалифицированных медсестёр.
К 1935 году Бюро воздушного транспорта США (ныне Федеральное управление гражданской авиации США) начало изучать вопрос о строительстве нового аэропорта в другом месте округа Кинг из-за рисков, связанных с высоким хребтом к востоку от аэропорта Боинг-филд. В конце 1930-х годов, когда над Европой нависла угроза войны, компания Boeing перешла на круглосуточный режим работы, активизировав производство бомбардировщиков B-17 и B-29, которые стали важной поддержкой усилий США во время Второй мировой войны.
В 1941 году был построен аэропорт Гэлвин, расположенный примерно в пяти милях к югу от Боинг-филд, и который впоследствии стал основным пассажирским аэропортом области, известным сегодня как международный аэропорт Сиэтл/Такома, «SeaTac». Роль Боинг-филд изменилась — аэропорт превратился в важный региональный аэродром общего назначения и промышленный аэропорт. В мае 1954 года первый прототип реактивного лайнера Boeing 707 «Dash 80» вылетел из аэропорта в Рентоне и совершил свою первую посадку в аэропорту Боинг-филд в мае 1954 года, введя авиацию в новую эру реактивных полётов.
В 1962 году в аэропорту была построена новая диспетчерская вышка, однако в 1971 году регулярное авиасообщение из аэропорта было прекращено. В 1981 году был построен комплекс ангаров Airpark для размещения 20 бизнес-джетов. Затем, в 1987 году, был открыт Музей авиации Сиэтла. Расширение комплекса ангаров Airpark в 1988 году позволило добавить еще 16 мест. В 2003 году Порт Сиэтла начал переговоры с округом Кинг о покупке аэропорта. Однако в 2005 году, после объявления исполнительного директора округа Кинг Рона Симса о желании Southwest Airlines начать рейсы в Боинг-филд, что вызвало жесткое противодействие со стороны Порта Сиэтла и других сторон, переговоры были прекращены.
В Национальном плане интегрированных аэропортовых систем на 2011—2015 годы аэропорт Боинг-Филд был отнесен к аэропортам основного коммерческого обслуживания. Согласно данным Федерального управления гражданской авиации США, количество пассажиров, совершивших посадки на самолёты в аэропорту, составило 34 597 человек в 2008 году, 35 863 в 2009 году и 33 656 в 2010 году.

## Территория аэропорта
Аэропорт Боинг-филд занимает площадь 634 акров (256,57 гектара) и расположен на высоте 21 фута (6 метров) над уровнем моря. Аэропорт имеет две асфальтированные взлетно-посадочные полосы: 14R/32L размером 10 007 на 200 футов (3,050 на 61 метр) и 14L/32R размером 3 709 на 100 футов (1,131 на 30 метров). За год, закончившийся 1 января 2019 года, аэропорт обслужил 183 268 воздушных судов, в среднем 502 в день: 79 % от этого числа составила общая авиация, 15 % — воздушные такси, 6 % — авиалинии и менее 1 % — военная авиация. В это время на территории аэропорта базировались 384 воздушных судна: 229 одномоторных, 40 многомоторных, 88 реактивных, 26 вертолетов и 1 планер.

### Boeing Company
На территории аэропорта Боинг-филд расположены различные объекты компании Boeing. На них производятся окончательные работы по подготовке к доставке лайнеров Boeing 737 после их первого тестового полета. Среди объектов компании на территории аэропорта находятся ангар для покраски самолётов и участки для проведения испытательных полетов. В 1960-е годы первоначальная сборка 737-х моделей проводилась на Боинг-филд, поскольку завод в Рентоне был полностью занят выпуском моделей Boeing 707 и Boeing 727. Однако после производства 271 самолета, процесс сборки 737-х был перенесен в Рентон в конце 1970 года.

### Музей авиации
Музей авиации расположен на юго-западном углу аэропорта Боинг-филд. Среди экспонатов представлены первый Boeing 747, третий Boeing 787, а также сверхзвуковой пассажирский самолет Concorde, который ранее принадлежал компании British Airways и был предоставлен ей в пользование музею. Этот Concorde впервые приземлился на Боинг-Филд в ходе своего первого визита в Сиэтл 15 ноября 1984 года.